# Rochdale A.F.C.
Rochdale Association Football Club – angielski klub piłki nożnej z siedzibą w Rochdale (Wielki Manchester). Obecnie występuje w National League.

## Historia
Rochdale AFC został założony w 1907 roku. Od tego czasu zanotował dwa awanse (1969 i 2010) i trzy spadki (1959, 1974 i 2012).
Po I wojnie światowej The Football League została rozszerzona o nowe zespoły. W 1921 Rochdale został dołączony do nowo utworzonej Division Three South. Swój pierwszy mecz rozegrali u siebie przeciwko Accrington Stanley 27 sierpnia 1921, wygrywając 6:3. Pierwszy sezon The Dale zakończyli na dole tabeli, przez co musieli ubiegać się o ponowne członkostwo. W 1962 roku Rochdale doszedł do finału Pucharu Ligi, w którym uległ Norwich City przegrywając w dwumeczu 0:4.
17 kwietnia 2010 Dale przypieczętowali awans do League One, pokonując przed własną publicznością Northamton Town 1:0. W sezonie 2011/2012 zajęli ostatnie miejsce w tabeli i spadli do League Two.

## Stadion
Rochdale swoje mecze domowe rozgrywa na Spotland, które może pomieścić 10 249 osób. Obiekt został zbudowany w 1920 roku dla "The Dale", ale od 1988 tereny należą również do dystryktu metropolitalnego Rochdale oraz do klubu rugby Rochdale Hornets.

## Osiągnięcia
- Puchar Ligi Angielskiej:
  - Finał : 1961/1962
- Football League Division Three North:
  - Zwycięzca : 1923/1924, 1926/1927
- Lancashire Combination:
  - Zwycięzca : 1910/1911, 1911/1912

## Rekordy klubu i zawodników
- Największe zwycięstwo w lidze - 8:1 v Chesterfield, 18 grudnia 1926
- Najmniej zwycięstw w sezonie -  2 1973/1974
- Najwięcej punktów w sezonie - 82 2009/2010 Football League Two
- Najwięcej bramek w sezonie - 44 Albert Whitehurst (1926/1927)
- Najlepszy strzelec klubu - 119 Reg Jenkins (1964–1973)
- Najwięcej występów - 464 Gary Jones
- Rekordowa frekwencja - – 24 231 vs. Notts County w sezonie 1949/1950
- Największy transfer do klubu – Paul Connor (150 000 funtów ze Stoke City w 2001)
- Największy transfer z klubu – Craig Dawson (600 000 funtów do West Brom w 2010)

## Obecny skład
Stan na 31 stycznia 2023
| Nr | Poz. | Piłkarz                                         |
| -- | ---- | ----------------------------------------------- |
| 1  | BR   | Richard O’Donnell                               |
| 2  | OB   | Femi Seriki (Wypożyczony z Sheffield United)    |
| 3  | OB   | Aidy White                                      |
| 4  | OB   | Jimmy McNulty                                   |
| 5  | OB   | Max Taylor                                      |
| 6  | OB   | Ethan Ebanks-Landell (kapitan)                  |
| 7  | PO   | Liam Kelly                                      |
| 8  | PO   | James Ball                                      |
| 9  | NA   | D’Mani Mellor (Wypożyczony z Wycombe Wanderers) |
| 10 | NA   | Devante Rodney                                  |
| 11 | NA   | Abraham Odoh                                    |
| 12 | PO   | Daniel Adshead (Wypożyczony z Cheltenham Town)  |
| 13 | PO   | Jimmy Keohane                                   |
| 14 | PO   | Ethan Brierley                                  |
| 15 | OB   | Sam Graham                                      |

| Nr | Poz. | Piłkarz                                        |
| -- | ---- | ---------------------------------------------- |
| 16 | OB   | Rhys Bennett                                   |
| 17 | NA   | Tyrese Sinclair                                |
| 18 | NA   | Scott Quigley (Wypożyczony z Stockport County) |
| 19 | NA   | Tahvon Campbell                                |
| 20 | PO   | Toumani Diagouraga                             |
| 21 | BR   | Jake Eastwood (Wypożyczony z Sheffield United) |
| 22 | OB   | Owen Dodgson (Wypożyczony z Burnley)           |
| 24 | OB   | Cameron John                                   |
| 25 | PO   | Danny Lloyd                                    |
| 28 | PO   | Kevin Dos Santos                               |
| 29 | PO   | Jordan Scanlon                                 |
| 30 | BR   | Brad Kelly                                     |
| 37 | PO   | Paul Kyffin                                    |
| 40 | NA   | Ian Henderson                                  |